# Großebersdorf
Großebersdorf là một thị xã thuộc huyện Mistelbach trong bang Niederösterreich.